# Custom Car

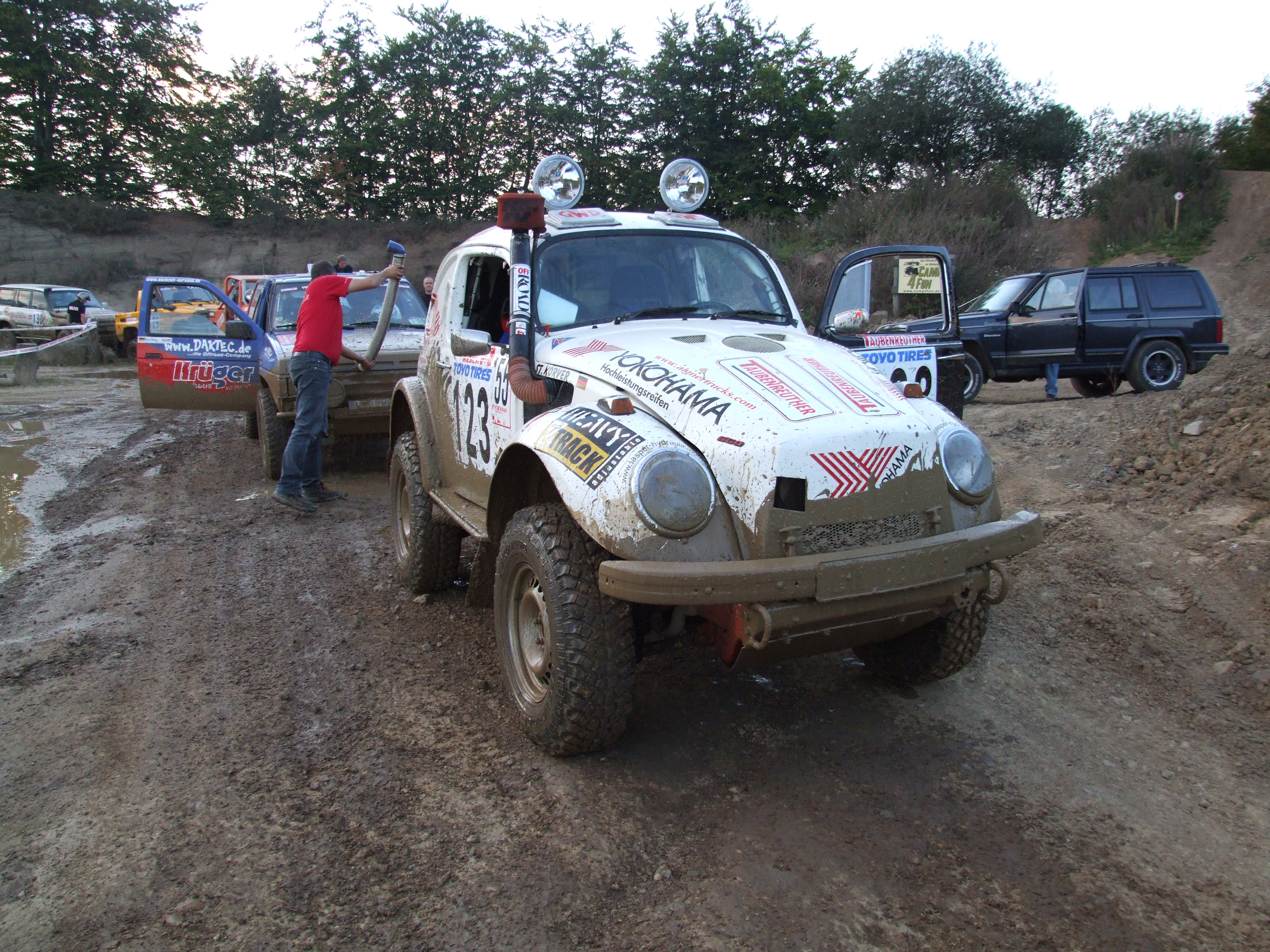
Custom Car aus drei deutschen Autos: Fahrwerk des VW Iltis, Motor eines Mercedes-Benz G, Karosserie eines VW-Käfer

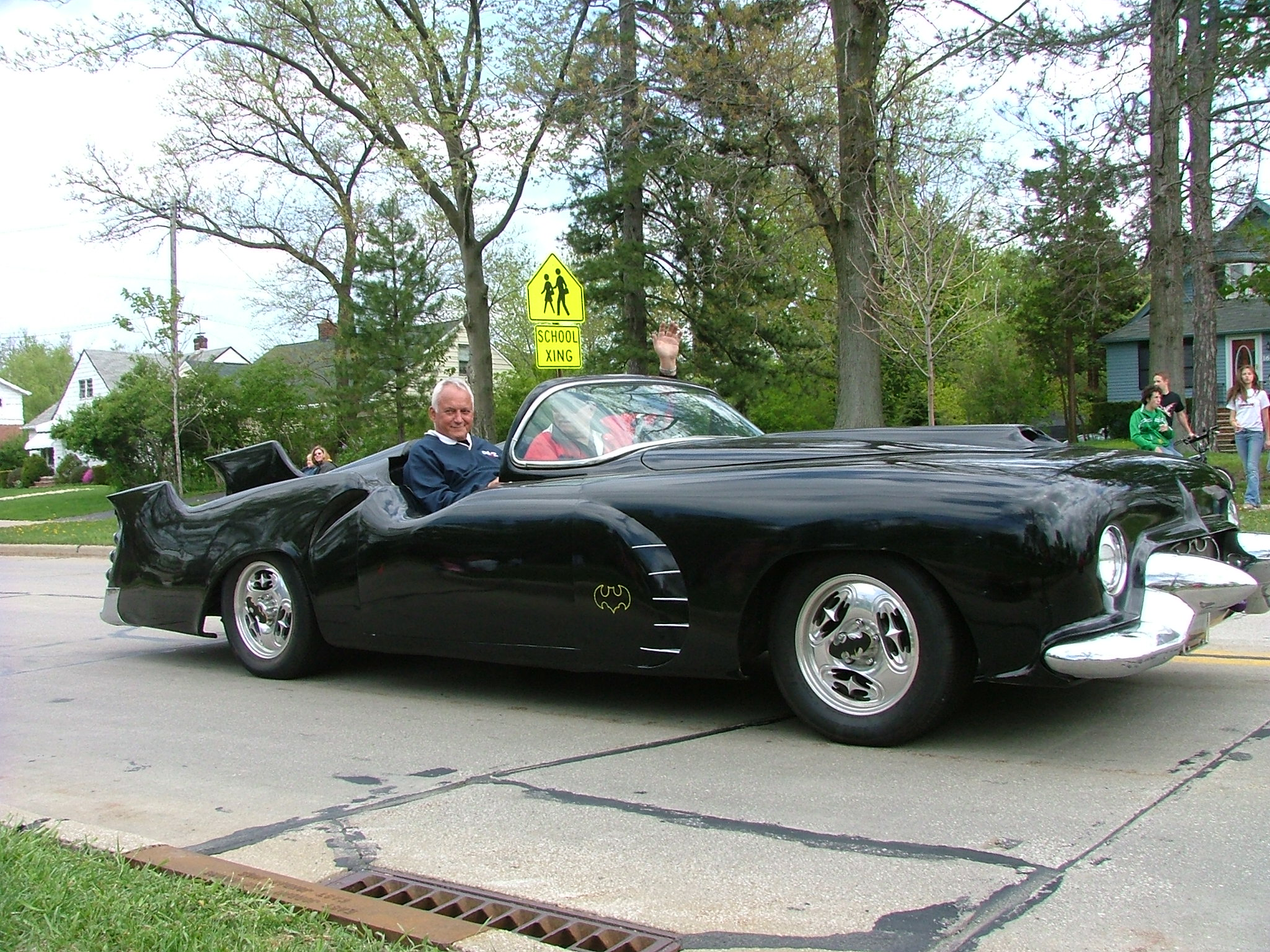
Bat Car, ein Custom Car der Stilrichtung mit dem Schwerpunkt phantasievolle Gestaltung

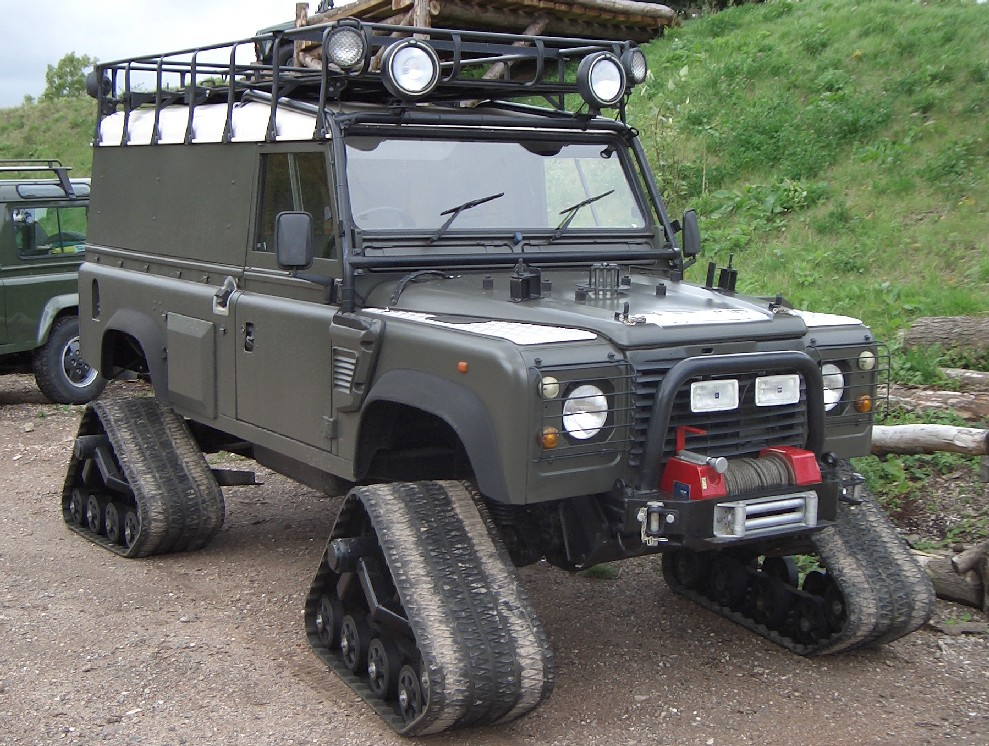
Land Rover Defender mit Ketten statt Rädern, Land Rover Museum Gaydon, Vereinigtes Königreich

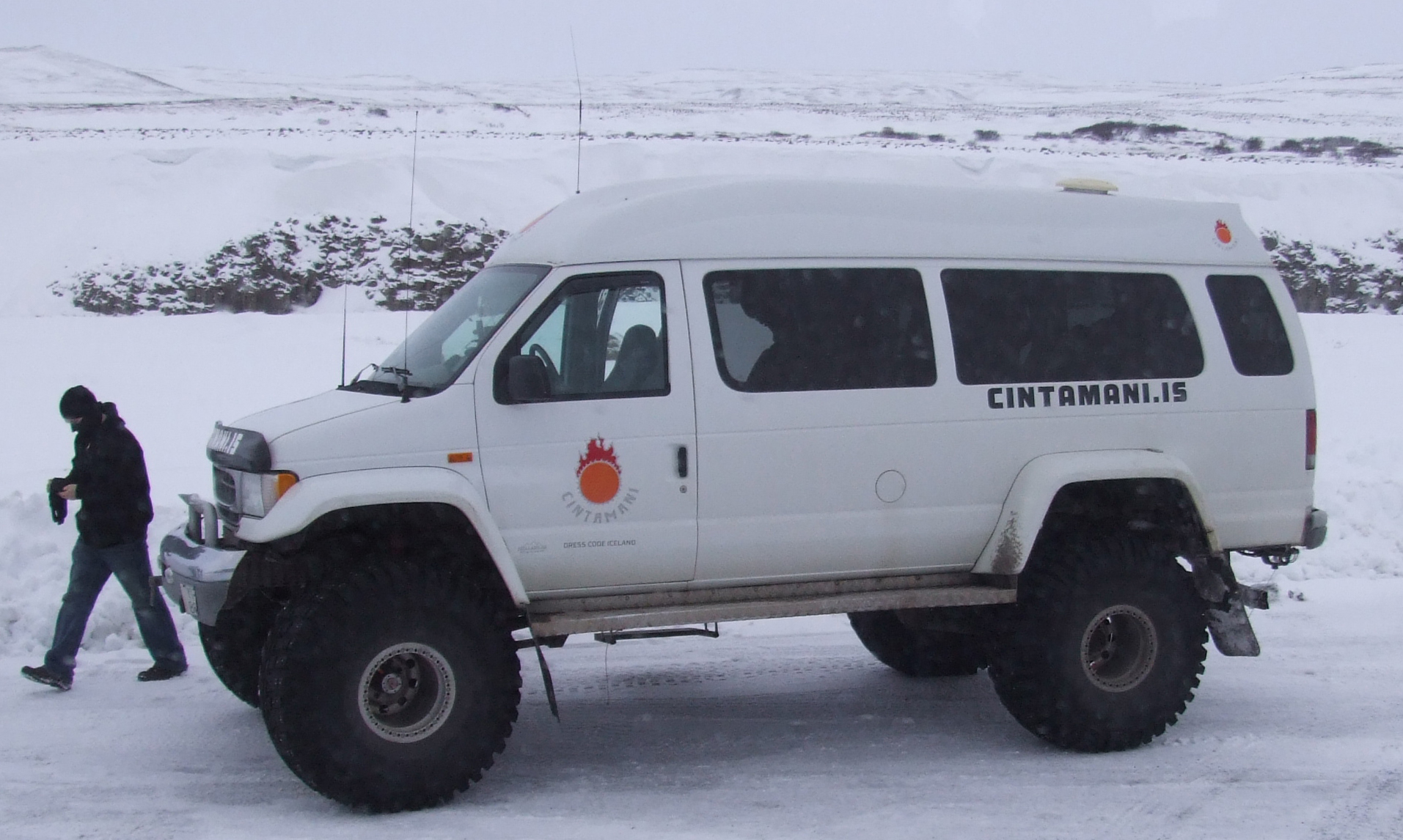
Island: Typischer Umbau für die dortigen winterlichen Verhältnisse, aufgenommen in der Nähe des Gullfoss, Februar 2008

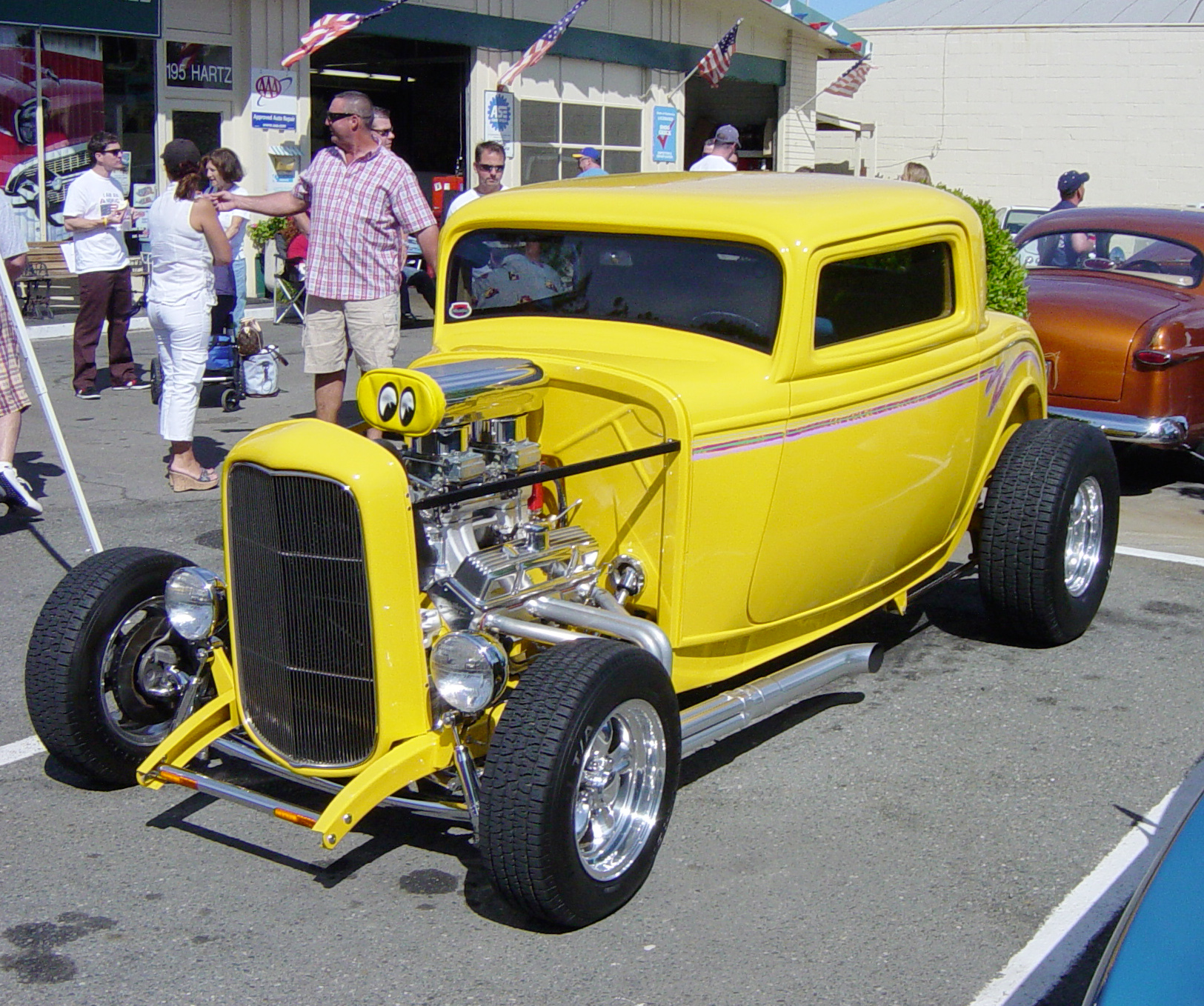
Deuce Coupe, der amerikanische Hot Rod-Klassiker

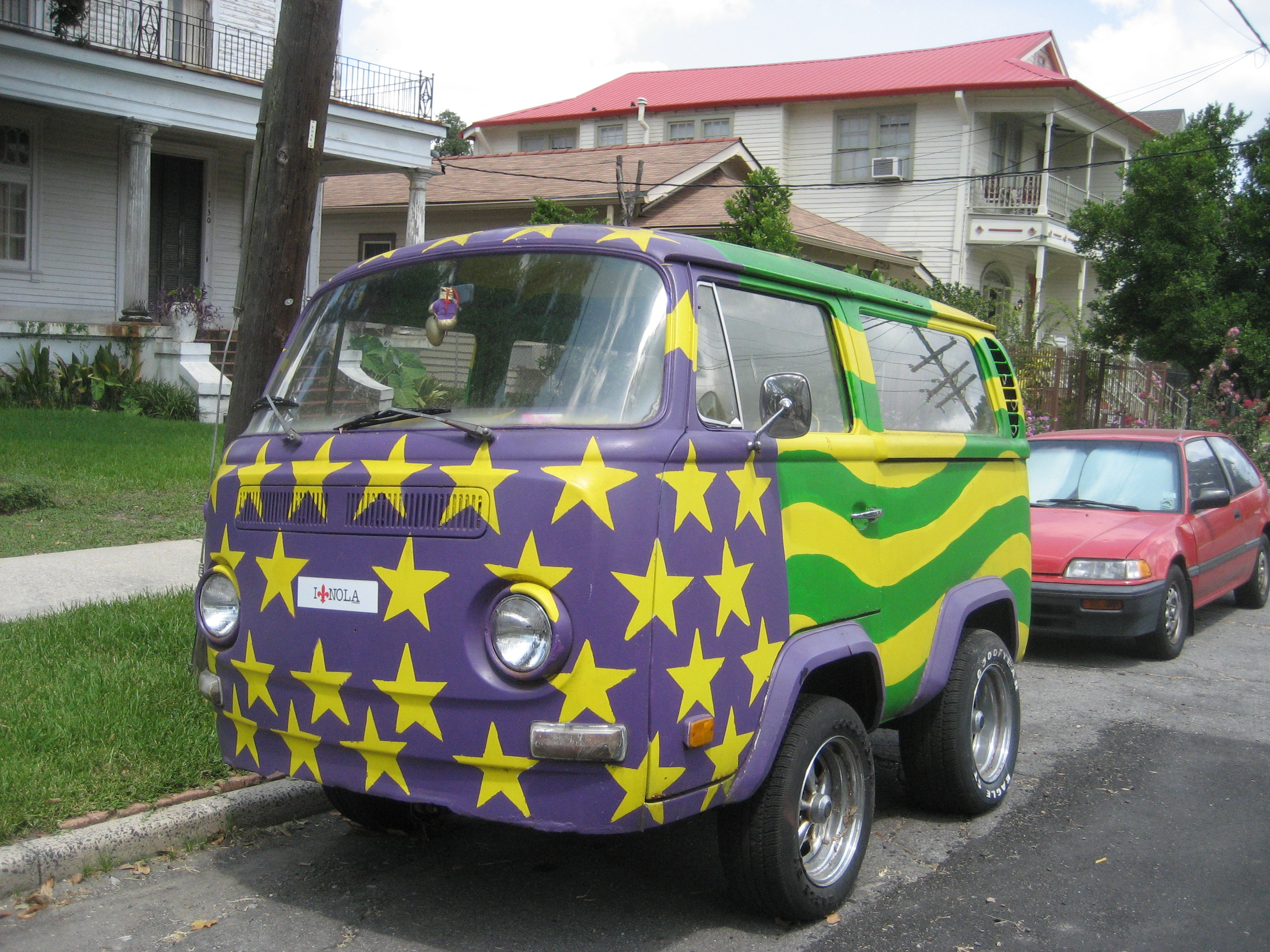
Volkswagen-Bus als Art Car

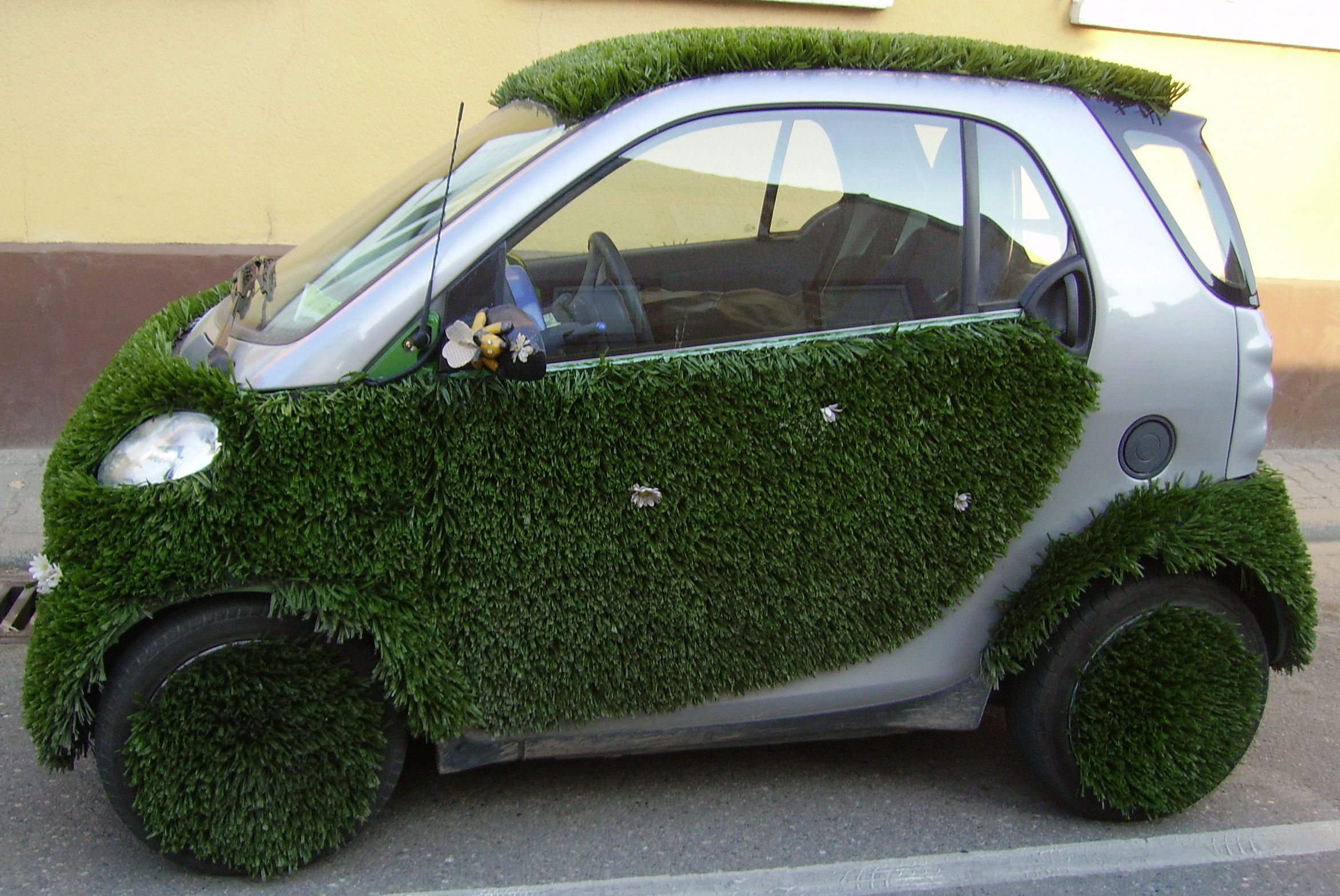
Grasauto in Frankenthal

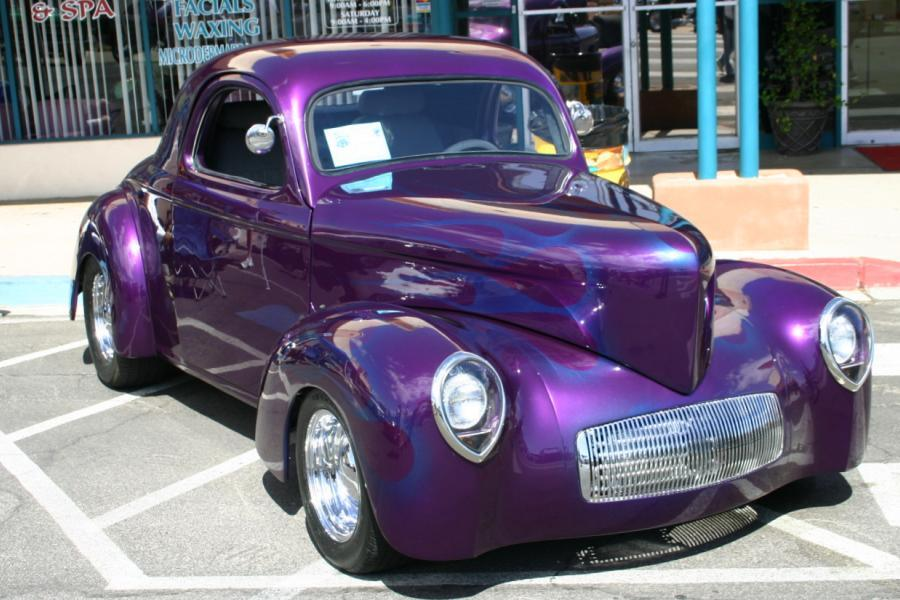
1941 Willys Coupe Street Rod

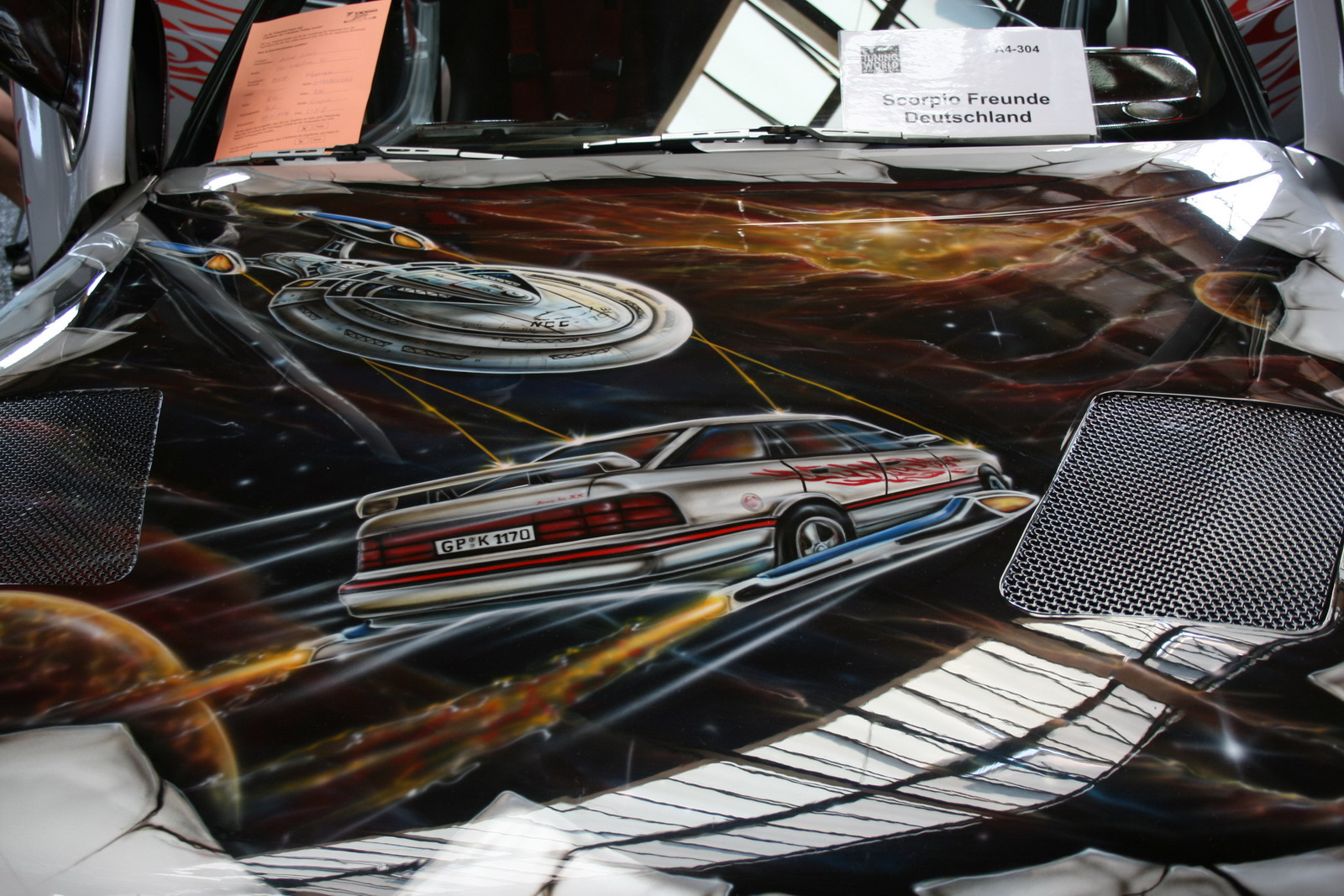
Für Malerei auf Autos wird oft Airbrush verwendet. Malerei auf einem Ford Scorpio, Deutschland

Ein Custom Car ist ein nach den Wünschen des Eigners modifiziertes Serienfahrzeug oder gar ein aus verschiedenen Serienfahrzeugen komponiertes Fahrzeug.
Customizing bei Fahrzeugen geht teils mit einer Leistungssteigerung des Motors oder dem „Swapping“ (dem kompletten Tausch des Motors) einher, siehe Fahrzeugtuning, steht jedoch nicht immer im Mittelpunkt des Customizing. Auch die Realisierung aller sonstigen Wünsche der Eignern, vom Einbau riesiger Musikanlagen über die Umsetzung von Stilideen, wie der optischen Gestaltung eines Vans im Ritter- oder Piratenstil mittels Airbrush und Accessoires, bis hin zu Umbauten für Jäger, wie der Einbau von Halterungen für Jagdwaffen und einer Wanne für erlegtes Wild gehört dazu.
Der Begriff wird in der Regel erst verwendet, wenn nicht nur kleinere Veränderungen vorgenommen wurden, sondern das Fahrzeug sich deutlich von einem Serienfahrzeug unterscheidet. Es haben sich eine ganze Reihe von Stilrichtungen und Szenen entwickelt. So gibt es Fans, die bestimmte Fahrzeuge wie zum Beispiel VW-Käfer, VW Golf, VW-Bus, Chrysler Vans, Corvette, Ford Mustang, Opel Manta, Opel Kadett, BMW 3er, bearbeiten. Auch gibt es besondere Szenen von Geländewagenfreunden oder Cabriofans. Während US-Fahrzeuge in Deutschland eine insgesamt sehr geringe Verbreitung haben, sind sie bei Fans von Custom Cars außerordentlich beliebt. Von speziellen Clubs und Auto- und Technikmuseen werden regelmäßig Treffen veranstaltet, bei denen es meist Preise für besonders gelungene Gestaltungen gibt. Eine Unterart von Custom Cars sind die Art Cars, die bewusst als Kunstwerke gestaltet werden.

## Island
Außerordentlich stark verbreitet sind Custom Cars in Island. Selbst im Sommer sind gut 10 Prozent des Landes von Gletschern bedeckt. Im Winter sind weite Teile des Landes über Monate mit Schnee bedeckt. In ländlichen Gebieten wurden früh Versuche mit hohen Fahrwerken, extremen Breitreifen (38–44 Zoll) und niedrigem Luftdruck gemacht. Spezielle Firmen wie Arctic Trucks oder Fjallasport bauen japanische, britische und amerikanische Geländewagen auf die besonderen Bedürfnisse Islands um. Beide Unternehmen unterhalten Töchter in Norwegen, wo in Teilen des Landes ähnliche Verkehrssituationen bestehen.

## Geschichte

### Der Deuce und die Musik
Als älteste größere Gruppe, die Customizing als Leidenschaft betrieben hat, gelten die US-Fans, die in den vierziger Jahren den Ford B 1932, meist bezeichnet als Deuce (englische Bezeichnung für die Zwei auf Würfeln und Spielkarten)
umgestalteten.
Mike Love, Leadsänger der US-Band The Beach Boys, besaß einen Deuce und widmete ihm das Lied und die LP Little Deuce Coupe.
Als Prototyp des Hot Rod taucht der Deuce immer wieder auch, ohne wie bei Mike Love Hauptthema zu sein, in Songtexten amerikanischer Musiker auf, etwa in der Zeile: „cut loose like a deuce, another runner in the night“ im Bruce-Springsteen-Song Blinded by the night, der später durch Manfred Mann mit geändertem Refrain „revved up like a deuce, another runner in the night“ zu einem Nummer 1 Hit in den USA wurde. Der 1976 auch auf der LP The Roaring Silence erschienene Titel platzierte sich als Remix Februar 2007 in den österreichischen Charts.
Die Custom-Car-Zeitschrift Chrom & Flammen berichtete 2007 in einem Bericht zum 75-jährigen Jubiläum des Autos, dass noch immer ausnahmslos alle Einzelteile des Deuce im amerikanischen Zubehörhandel zu bekommen seien.
Die Rockgruppe ZZ Top verwendete die überarbeitete 1933-Version des Ford Modell B für einen Custom Car, der unter dem Namen Eliminator in mehreren Videos verwendet wurde, so zum Beispiel in Legs. Gemalt findet sich der Deuce auf dem Cover der LP Eliminator und real im Intro der offiziellen Webseite der Band (2007).

## Film
Custom Cars sind immer wieder in Filmen zu sehen, beispielsweise der Yellow Deuce in American Graffiti oder die Fahrzeuge in der deutschen Komödie Manta Manta. In Harold und Maude baut der morbide Harold einen Jaguar Type E zu einem Leichenwagen um.

## Zeitschriften
In allen Ländern mit einer starken Custom-Car-Szene, wie USA, England, Schweden und Deutschland, unterhält diese mit ihrem Hunger auf Bilder und technische Berichte sowie ihrer Kaufkraft eine Reihe von Fachzeitschriften.

### Deutschland
In Deutschland widmet sich das Kustom Life Magazine ausschließlich dem Thema Custom Cars & Bikes. Das Kustom Life Magazine erscheint zweimonatlich im Paranoia Publishing Verlag und entstand aus dem Vorgängermagazin Kustom Car Magazine, welches von 2014 an erschien. Neben Berichten über US-Fahrzeuge allgemein widmet sich die Monatszeitschrift Chrom & Flammen der Krom Verlag GmbH immer auch den Custom Cars aus US-Fahrzeugen. Zwei Verlage haben sogar eine ganze Reihe von Zeitschriften herausgebracht, die sich vor allem an die Tuning Szene wenden, meist aber auch stilistisch oder ästhetisch orientierte Umbauten vorstellen. Das ist zum einen der Delius Klasing Verlag mit den Zeitschriften VW-Speed, Tuning, Autotuning, VW Tuning, Audi Tuning, Opel Tuning und zum anderen der TV Trend Verlag GmbH in Herten mit Zeitschriften wie VW Scene International, DRIVE Ford Scene International, Ford Scene Live, BMW Scene Live und Porsche Scene Live. 
Weitere deutsche Zeitschriften sind zum Beispiel Flash Opel Scene und das Street Magazine.

### England/USA
In England existiert die Zeitschrift Custom Car, in den USA zum Beispiel Hot Rod, die Zeitschrift der National Hot Rod Association (NHRA).

### Fachzeitschriften
- Rolls & Pleats Magazine (alle Thumbs können durch anklicken geöffnet werden)
- CK Deluxe Magazine (eine Ausgabe voll einsehbar)
- ol’Scholl Rodz (eine Ausgabe voll einsehbar)
- Rod and Custom Magazine
- Rodder’s Journal

### Bilder
- kustomsillustrated

### Skurriles
- Customized Ferraris von Pininfarina für den Sultan von Brunei, u. a. Umbau zum klassischen Shooting Brake
- Smart-customs: smorsche, smerrari, smorvette, smaudi and smamborghini

### Island
- https://www.arctictrucks.com/
- https://www.fjallasport.is/